# TF1 (zender)

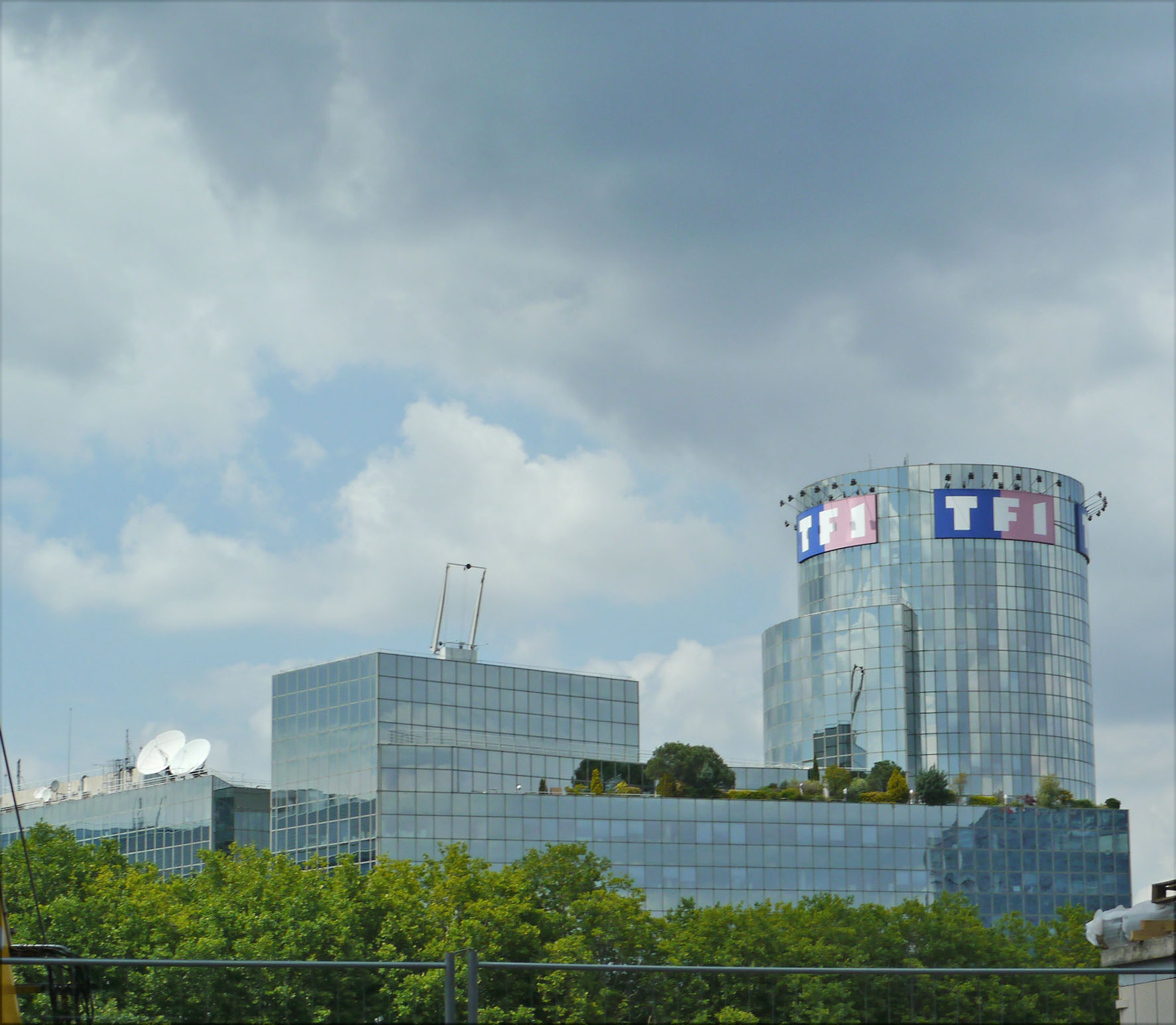
TF1-gebouw in Boulogne-Billancourt.

TF1 is zowel een onderneming als een Franse commerciële televisiezender.
De zender kan worden ontvangen in Frankrijk en België. TF1 was van oorsprong een publiek tv-station. In 1987 werd de zender geprivatiseerd. De helft van de aandelen werd verkocht aan bouwbedrijf Bouygues en de andere helft werd vrij verhandelbaar op de beurs. Aan het begin van maart 2015 was de beurswaarde van de door Nonce Paolini geleide onderneming 3,2 miljard euro.
In maart 2014 verkocht TF1 een aandelenbelang van 31% in Eurosport International aan partner Discovery Communications die daarmee een meerderheidsbelang van 51% krijgt. De transactie zet de totale waarde van Eurosport International op 0,9 miljard euro. TF1 houdt het 80% belang in Eurosport France. TF1 heeft het recht om de resterende 49% van de aandelen op een later moment aan Discovery te verkopen.
In mei 2021 kondigden de Franse mediagroep Groupe M6, een dochter van de Europese radio- en televisiegroep RTL, en TF1 Group een fusie aan. De twee zijn nog concurrenten, maar na de fusie zijn synergievoordelen te behalen zoals de bundeling van de reclame verkooporganisatie. Na de fusie heeft het 30% van de kijkers in Frankrijk en een marktaandeel van 75% van de TV reclame-inkomsten. Bouygues wordt meerderheidsaandeelhouder van de nieuwe entiteit met belang van 30%. RTL Group, een dochterbedrijf van het Duitse Bertelsmann, wordt de op een na grootste aandeelhouder. De combinatie heeft een jaaromzet van meer dan 3 miljard euro. Op 20 september 2022 maakte de Franse mededingingsautoriteit bekend de fusie alleen goed te keuren als zij een zender zouden afstoten. TF1 en M6 weigerden hierop in te gaan waarmee de fusie van de baan is.
Sinds oktober 2022 zijn TF1, evenals de gratis DTT-kanalen van de TF1-groep, gratis toegankelijk via de Astra 1-satelliet.
Deze uitzending volgt op een tijdelijke onderbreking van de versleutelde uitzending naar Canal+- en TNTSAT-abonnees, als gevolg van een commercieel geschil.
Ondanks de hervatting van de versleutelde uitzendingen binnen de Canal+- en TNTSAT-boeketten, gaat deze gratis uitzending echter door. TF1 wordt daarom gratis ontvangen in bijna heel Continentaal Europa, in Noord-Afrika en ook in Nederland.